# Cornelia Funke
Cornelia Funke (ur. 10 grudnia 1958 w Dorsten w Niemczech) – niemiecka pisarka, autorka książek dla dzieci i młodzieży, nazywana „niemiecką Rowling”. Z wykształcenia pedagog oraz ilustratorka książek, pracowała jako przedszkolanka. Ilustrowanie książek zainspirowało ją do pisania własnych tekstów.
Międzynarodową sławę w 2002 roku przyniósł jej Król Złodziei, którego pierwsze brytyjskie wydanie zostało wykupione w ciągu jednego dnia. W USA „Król Złodziei” przez 20 tygodni zajmował czołowe miejsca w rankingach bestsellerów (m.in. „The New York Times”). Książka została przetłumaczona na 23 języki.
Światowym bestsellerem stała się pierwsza część „Atramentowej trylogii”, Atramentowe serce (2003), której ekranizacją w Hollywood dla New Line Cinema zajął się producent Władcy pierścieni Mark Odresky. Film wyreżyserował Iain Softley („K-PAX”, „Miłość i śmierć w Wenecji”), w roli głównej wystąpił Brendan Fraser. Premiera odbyła się wiosną 2007 roku.
W kwietniu 2005 roku Cornelia Funke znalazła się na liście 100 najbardziej wpływowych osób amerykańskiego „Time’a”, m.in. obok Clinta Eastwooda i Johnny’ego Deppa.
Światowe prawa do angielskojęzycznych wydań jej książek posiada Barry Cunningham, odkrywca Harry’ego Pottera (wydawnictwo The Chicken House). Do końca 2005 roku jej powieści sprzedały się w sumie w ponad 10 milionach egzemplarzy.
W 2005 i 2006 roku do kin trafiły ekranizacje Króla Złodziei i Dzikich Kur.
W maju 2005 roku autorka przeniosła się z rodziną z Hamburga do Los Angeles w USA, m.in. z powodu ekranizacji Atramentowego serca. W marcu 2006 roku zmarł jej mąż Rolf Funke.

### Książki wydane po polsku
- Cykl „Łowcy duchów”

1. 1993 Lodowaty trop (polskie wydanie 2007)
2. 1994 Ogniste zmory (polskie wydanie 2007)
3. 1995 Zamek straszydeł (polskie wydanie 2007)
4. 2001 Wielkie niebezpieczeństwo (polskie wydanie 2007)

- Cykl „Dzikie Kury”

1. 1993 Dzikie Kury
2. 1995 Dzikie Kury na wycieczce
3. 1998 Lisi alarm (polskie wydanie 2006)
4. 2000 Raj na Ziemi
5. 2003 Niech żyje miłość (polskie wydanie 2007)

- Atramentowa trylogia

1. 2003 Atramentowe serce (polskie wydanie 2005)
2. 2005 Atramentowa krew (polskie wydanie 2006)
3. 2007 Atramentowa śmierć (polskie wydanie 2008)

- 1992 Potilla (polskie wydanie 2011)
- 1994 Dwie małe czarownice
- 1994 Kiedy Święty Mikołaj spadł z nieba (polskie wydanie 2007)
- 1994 Kudłaty Pazur i inni (polskie wydanie 2007)
- 1995 Greta i Sówka: Wakacje pod psem
- 1997 Smoczy jeździec (polskie wydanie 2005)
- 1998 Anyżowa Warownia (polskie wydanie 2008)
- 1999 Piracka świnka
- 2000 Król Złodziei (polskie wydanie 2003)
- Opowieści straszne i niestraszne (polskie wydanie 2008)
- 2010 Reckless. Kamienne Ciało (polskie wydanie 2012)
- 2012 Reckless. Nieustraszony (polskie wydanie 2013)
- 2019 Labirynt fauna (współautor: Guillermo del Toro)

### Pozostałe książki
- Die große Drachensuche oder Ben und Lisa fliegen aufs Dach der Welt, 1988
- Hinter verzauberten Fenstern, 1989
- Kein Keks für Kobolde, 1989
- Lilli, Flosse und der Seeteufel, 1990
- Käpten Knitterbart und seine Bande, 1993
- Ene-mene-Rätselspaß mit Vampiren, 1994
- Käpten Knitterbart auf der Schatzinsel, 1995
- Der Mondscheindrache, 1996
- Kleiner Werwolf, 1996
- Das verzauberte Klassenzimmer, 1997
- Gruselrätsel mit Vampiren, 1997
- Hände weg von Mississippi, 1997
- Prinzessin Isabella, 1997
- Verflixt und zugehext, 1998
- Dicke Freundinnen, 1998
- Igraine Ohnefurcht, 1998
- Der verlorene Wackelzahn, 2000
- Mick und Mo im Wilden Westen, 2000
- Dicke Freundinnen und der Pferdedieb, 2001
- Der geheimnisvolle Ritter Namenlos, 2001
- Die Glücksfee, 2003
- Der wildeste Bruder der Welt, 2004
- Mick und Mo im Weltraum, 2004

## Nagrody niemieckie
- 1998 – Kalbacher Klapperschlange za Drachenreiter
- 1998 – La vache qui lit za Króla Złodziei
- 2000 – Wildweibchenpreis za całokształt twórczości
- 2001 – Kalbacher Klapperschlange za Króla Złodziei
- 2001 – Preis der Jury der jungen Leser za Króla Złodziei
- 2002 – Evangelischer Buchpreis za Króla Złodziei
- 2003 – Corine Króla Złodziei
- 2003 – Nordstemmer Zuckerrübe za Kleiner Werwolf
- 2004 – Preis der Jury der jungen Leser Atramentowe serce
- 2004 – Phantastik-Preis der Stadt Wetzlar za Atramentowe serce
- 2004 – Kalbacher Klapperschlange za Atramentowe serce

## Nagrody międzynarodowe
- 2003 – Mildred Batchelder Award dla Króla Złodziei
- 2003 – BookSense Book of the Year 2003 dla Króla Złodziei
- 2005 – Cornelia Funke na liście 100 najbardziej wpływowych osób amerykańskiego „Time’a"
- 2006 – Tytuł Książki Roku 2005 Magazynu Literackiego KSIĄŻKI dla Atramentowego serca
- 2006 – BookSense Book of the Year 2006 dla Atramentowej krwi (II tom atramentowej trylogii)
- 2006 – „Dziecięcy Bestseller Roku” 2006 dla Atramentowego serca (I tom atramentowej trylogii)

## Ekranizacje
- 2004 – sprzedano prawa do ekranizacji Smoczego jeźdźca amerykańskiej wytwórni filmowej New Line Cinema.
- 2006 – Die wilden Hühner
- 2006 – Król Złodziei Warner Bros. (USA)
- 2007 – Atramentowe serce New Line Cinema (USA)
- 2007 – Die Wilden Hühner und die Liebe
- 2007 – Hände weg von Mississippi
- 2009 – Die Wilden Hühner und das Leben